# 甘い夜の薫り
『甘い夜の薫り』（あまいよるのかおり）は、椎名純平の3枚目のアルバム。2003年6月25日に発売された。なお、2枚目の『discover』はカバーアルバムのため、オリジナルアルバムとしては2枚目となる。

## 収録曲
1. 甘い夜〜Intro
  - 作曲・編曲：椎名純平・Evil Vibration
2. ショウタイム
作詞・作曲：椎名純平、編曲：椎名純平・渡辺貴浩
3. Throb vs. Smile(duet with SILVA)
作詞：椎名純平・SILVA、作曲・編曲：OCTOPUSSY
4. このまま
作詞・作曲：椎名純平、編曲：椎名純平・katokunnlee
5. Sparkle
作詞：椎名純平、作曲・編曲：柿崎洋一郎
6. Interlude〜六本木のテーマ
  - 作曲・編曲：椎名純平・Evil Vibration
7. ローション
作詞・作曲：椎名純平、編曲：椎名純平・katokunnlee
8. あざわらう月
作詞・作曲：椎名純平、編曲：椎名純平・katokunnlee
9. Interlude〜夜明け
  - 作曲・編曲：椎名純平・Evil Vibration
10. 永遠の彼方
作詞・作曲：椎名純平、編曲：CHOKKAKU
11. Non-Fiction
作詞：椎名純平、作曲・編曲：佐々木潤
12. Time Of Gold (feat.TOKU)(duet with 篠原涼子)
作詞：おちまさと、作曲：秋田慎治・椎名純平、編曲：秋田慎治
13. Speedster
作詞：椎名純平、作曲・編曲：佐々木潤
14. 惑いの雨
作詞・作曲：椎名純平、編曲：清水信之
15. The Light 〜A Journey To The Promised Land
作詞：椎名純平、作曲：五島良子、編曲：鷺巣詩郎
16. Outro
  - 作曲・編曲：椎名純平・Evil Vibration